# Olympische Jugend-Sommerspiele 2014/Teilnehmer (Madagaskar)
| Gelbes Symbol für Goldmedaillen mit stilisierten Olympischen Ringen | Graues Symbol für Silbermedaillen mit stilisierten Olympischen Ringen | Braundes Symbol für Bronzemedaillen mit stilisierten Olympischen Ringen |
| ------------------------------------------------------------------- | --------------------------------------------------------------------- | ----------------------------------------------------------------------- |
| —                                                                   | —                                                                     | —                                                                       |

Die Jugend-Olympiamannschaft aus Madagaskar für die II. Olympischen Jugend-Sommerspiele vom 16. bis 28. August 2014 in Nanjing (Volksrepublik China) bestand aus drei Athleten.

## Athleten nach Sportarten

### Judo
Mädchen
- Mihanta Andriamifehy
Klasse bis 52 kg: 13. Platz

### Leichtathletik
Jungen
- Izidor Ralahimihaja
800 m: 15. Platz

### Schwimmen
Jungen
- Lalanomena Anthony Andrianirina
200 m Rücken: 29. Platz
100 m Schmetterling: 24. Platz